# Gyrinus urinator
Espèce
Gyrinus urinator est une espèce de petits insectes coléoptères de la famille des Gyrinidae que l'on trouve dans les écorégions du bord de la Méditerranée y compris l'Afrique du Nord. On la rencontre en remontant au nord en France et dans les îles Britanniques au sud de l'Allemagne et une partie méridionale de l'Europe centrale. Elle se trouve également aux Canaries.

## Description
Ce petit insecte mesure de 5,5 à 7,5 millimètres. Il est de forme ovale et de couleur noire avec parfois des reflets bleutés sur les élytres. Ses pattes sont jaunes ; les pattes antérieures sont plus longues et pourvues de griffes pour attraper les proies à la surface des points d'eau où vit cette espèce au printemps et en été. Le dessous du corps est jaunâtre.